# Julián Luque
Julián Luque Conde (Torrelavega, 27 marzo 1992) è un ex calciatore spagnolo, di ruolo attaccante.

## Carriera
Ha giocato nella Liga con il Racing Santander.